# Pieles (película)
Pieles es una película española de 2017 dirigida por Eduardo Casanova, siendo su ópera prima como director, y protagonizada por Jon Kortajarena, Carmen Machi, Ana Polvorosa y Macarena Gómez, que plasma la vida de distintas personas con deformidades y de cómo deben sobrevivir en el mundo con su diferente aspecto físico.

## Argumento
Retrata a modo de historias paralelas las vidas de los personajes, que son puestas en situaciones tan extremas como la naturaleza de sus deformidades: prostitución, exclusión social, bancarrota, aislamiento, etc. Todo ello para realizar una comedia negra, con aires de denuncia y de llamadas de atención.  
La apariencia física determina el comportamiento en sociedad, independientemente de si ese aspecto es elegido o no por la propia persona. Esta es la historia de gente con anomalías físicas fuera de lo normal, que se han visto obligada a esconderse y a vivir en las sombras por culpa de los prejuicios sociales. Entre ellos está Samantha, que tiene su aparato digestivo del revés; Laura, una chica que ha nacido sin ojos; Cristian, un chico que quiere ser sirena y desea cortarse las piernas, y Ana, una mujer desfigurada convencida de las deformidades de los demás. Se trata de gente que busca encontrar su sitio en una sociedad que discrimina a los que son diferentes.
Las historias cruzadas de unos personajes con los rostros más feos que puedan imaginarse. El muestrario de una fealdad que la sociedad de consumo suele rechazar de forma visceral.

## Taquilla y polémica
La película resultó ser un fracaso en taquilla, con una recaudación que apenas alcanzó los 85 000 € pese a contar con un presupuesto de 1 000 000 de euros, cabe destacar que solamente se pudo ver en salas de pequeña y mediana capacidad. A pesar de que no contó con ayudas a la producción sí recibió 12 000 € de ayuda para su participación en el Festival de Cine de Berlín.
El director, Casanova, fue criticado tras la ceremonia de los premios Goya 2020, cuando pedía, en una entrevista más dinero público para financiar películas en España.

## Reparto
- Ana Polvorosa - Samantha
- Candela Peña - Ana
- Macarena Gómez - Laura
- Carmen Machi - Claudia
- Jon Kortajarena - Guille
- Secun de la Rosa - Ernesto
- Itziar Castro - Itziar
- Antonio Durán "Morris" - Simón
- Joaquín Climent - Alexis
- Ana María Ayala - Vanesa
- Eloi Costa - Christian
- Enrique Martínez - Oliver

y la colaboración especial de
- Carolina Bang - Psiquiatra
- Lucía de la Fuente - Laura (niña)
- Mara Ballesteros - Madame